# Dobrotvir
Dobrotvir (in ucraino Добротвір?; in russo Добротвор?, Dobrotvor; in polacco Dobrotwór) è un insediamento rurale ucraino (6339 abitanti) nel distretto di Červonohrad, nell'oblast' di Leopoli. Ospita l'amministrazione della comunità territoriale di Dobrotvir, una delle comunità territoriali dell'Ucraina.
Fino al 18 luglio 2020 Dobrotvir faceva parte del distretto di Kam"janka-Buz'ka, abolito come parte della riforma amministrativa dell'Ucraina, che ha ridotto a sette il numero dei distretti dell'oblast' di Leopoli. L'area del Distretto di Kam"janka-Buz'ka, è stata suddivisa fra il distretto di Červonohrad e il distretto di Leopoli e Dobrotvir è stata trasferita al distretto di Červonohrad .
Fino al 26 gennaio 2024 Dobrotvir era classificata come insediamento di tipo urbano. Da tale data è entrata in vigore una nuova legge che ha abolito questo status e Dobrotvir è stata riclassificata come insediamento rurale,

## Geografia fisica
Dobrotvir è bagnata dal Bug Occidentale, che si allarga formando la riserva di Dobrotvir. Si trova 50 km a nord-est di Leopoli e 13 km a nord di Kam"janka-Buz'ka, il centro amministrativo della regione di cui fa parte.

## Storia
La costruzione di Dobrotvir iniziò nel 1951 come parte del progetto della centrale termoelettrica di Dobrotvir. Un lago artificiale fu costruito sul Bug Occidentale. La prima turbina venne attivata nel 1956. La centrale termoelettrica di Dobrotvir era allora la più potente dell'Ucraina occidentale. In epoca sovietica, era conosciuta con il nome di "Strojdetal'" (in russo Стройдеталь?). Con 1.690 dipendenti, l'impianto produce carbone e gas naturale ed esporta metà della sua produzione in Polonia.

## Infrastrutture e trasporti
In treno, Dobrotvir si trova a 48 km da Leopoli attraverso la linea ferroviaria Leopoli-Kovel'. Su strada, si trova a 13 km da Kam"janka-Buz'ka e 51 km da Leopoli.